# 排波暗沙
排波暗沙位于南中国海中沙群岛中沙大环礁西南缘，西北与果淀暗沙相距约3.5海里，东南与波洑暗沙相距约7.5海里。整个暗沙全部在海面以下，最浅处水深约14米，等深线20米以上面积约4平方公里。1947年和1983年公布名称均为“排波暗沙”。